# Krzyżowniki (Poznań)
Pour les articles homonymes, voir Krzyżowniki.
Krzyżowniki (prononciation : [kʂɨʐɔvˈniki], en allemand : Kreuzfeld) est un village polonais de la gmina de Kleszczewo dans le powiat de Poznań de la voïvodie de Grande-Pologne dans le centre-ouest de la Pologne.
Il se situe à environ 3 kilomètres au sud-ouest de Kleszczewo (siège de la gmina) et à 17 kilomètres au sud-est de Poznań (siège du powiat et capitale régionale).

## Histoire
De 1815 à 1919, Kreuzfeld fait partie de l'arrondissement de Schrimm dans le district de Posen au sein de la province de Posnanie.
De 1975 à 1998, le village faisait partie du territoire de la voïvodie de Poznań.

Depuis 1999, Krzyżowniki est situé dans la voïvodie de Grande-Pologne.
Le village possède une population de 235 habitants en 2014.